# Lực điện động
Lực điện động hay suất điện động hay "Lực lạ" (tiếng Anh: emf - electromotive force, đơn vị là vôn) của nguồn điện là đại lượng đặc trưng cho khả năng thực hiện công của nguồn điện và đo bằng thương số giữa công A của lực lạ thực hiện khi làm dịch chuyển một điện tích dương bên trong nguồn điện từ cực âm đến cực dương và độ lớn của điện tích đó.
Trong cảm ứng điện từ, suất điện động có thể được định nghĩa là suất điện động cảm ứng gây ra dòng điện cảm ứng trong mạch kín.
Từ "lực" trong trường hợp này không nhầm lẫn với lực trong cơ học đo bằng newton, mà được đo bằng đơn vị vôn.
Suất điện động xuất hiện ở nguồn điện một chiều như pin, acquy, ... hay trong vòng dây kín được đặt trong từ trường biến thiên.

## Tổng quan

### Kí hiệu
Suất điện động được kí hiệu là {\displaystyle \xi } hoặc {\displaystyle {\mathcal {E}}} hay ℰ (chữ hoa e, Unicode U+2130).

### Công thức
Suất điện động đo bằng thương số giữa công A của lực lạ khi làm dịch chuyển một điện tích dương q bên trong nguồn điện từ cực âm đến cực dương (ngược chiều điện trường) và độ lớn của điện tích q đó.
{\displaystyle \xi ={\frac {A}{q}}}
hay có thể viết dưới dạng tích vô hướng hai vectơ {\displaystyle {\vec {E}}^{*}} và vectơ {\displaystyle \Delta {\vec {l}}}:
{\displaystyle \xi =\Sigma {\vec {E}}^{*}.\Delta {\vec {l}}}
với  {\displaystyle {\vec {E}}^{*}} là vectơ cường độ trường lực lạ,  {\displaystyle \Delta {\vec {l}}}  là vectơ độ dời bên trong trường lực lạ.

### Đơn vị
Nếu A được đo bằng jun và q được đo bằng culông thì {\displaystyle \xi } được đo bằng vôn:
{\displaystyle 1V=1J/C}

## Suất điện động của nguồn điện
Số vôn ghi trên nguồn điện (pin, acquy,...) cho biết giá trị suất điện động của nguồn điện đó. Đây cũng là giá trị của hiệu điện thế giữa hai cực của nguồn điện khi mạch ngoài hở. Do đó suất điện động của nguồn điện có giá trị bằng hiệu điện thế giữa hai cực khi mạch ngoài hở.

### Suất điện động của pin điện hóa và acquy

#### Pin điện hóa
Là loại pin được cấu tạo từ hai mảnh kim loại khác nhau được ngâm trong chất điện phân (dung dịch acid, base hoặc muối,...).
Có nhiều loại pin điện hóa khác nhau như pin Đa-ni-en, pin Volta, pin Leclanché,...
Ta xét về pin Volta. Nó là nguồn điện hóa học được chế tạo đầu tiên gồm một cực bằng kẽm và cực còn lại bằng đồng ngâm trong dung dịch axit sunfuric loãng.

Suất điện động của pin Volta được tạo thành như sau:
Do tác dụng hóa học, các ion kẽm {\displaystyle {\ce {Zn^2+}}} từ thanh kẽm đi vào dung dịch axit sunfuric làm cho lớp dung dịch tiếp giáp với thanh kẽm tích điện dương. Thanh kẽm thừa electron nên tích điện âm. Vì thế, giữa thanh kẽm và dung dịch có một điện trường hướng từ dung dịch đến thanh kẽm. Điện trường này ngăn cản sự di chuyển tiếp theo của ion {\displaystyle {\ce {Zn^2+}}} từ thanh kẽm vào dung dịch, đồng thời tăng cường sự dịch chuyển ngược lại của các ion {\displaystyle {\ce {Zn^2+}}} từ dung dịch vào thanh kẽm. Sự cân bằng được thiết lập khi số ion đi ra khỏi thanh kẽm và số ion đi vào thanh kẽm bằng nhau. Thí nghiệm chứng tỏ rằng giữa dung dịch và thanh kẽm có hiệu điện thế khoảng {\displaystyle U_{1}=0,74V}.
Còn ở phía thanh đồng thì các ion {\displaystyle {\ce {H^+}}} có trong dung dịch tới bám lấy cực đồng, thu lấy electron có trong thanh đồng và chuyển thành khí {\displaystyle {\ce {H_2}}}. Do đó thanh đồng mất bớt electron nên tích điện dương. Khi cân bằng điện hóa được thiết lập, giữa thanh đồng và dung dịch có hiệu điện thế khoảng {\displaystyle U_{2}=0,34V}.
Kết quả là giữa hai cực của pin Volta có một hiệu điện thế xác định là {\displaystyle \xi =U_{1}-U_{2}\approx 1,1V}.
Đó chính là suất điện động của pin Volta.

#### Acquy
Có nhiều loại acquy như acquy kiềm, acquy axit (acquy chì),... nhưng đơn giản nhất là acquy axit hay acquy chì. Acquy chì gồm bản cực dương làm bằng chì điôxit ({\displaystyle {\ce {PbO_2}}}) và bản cực âm làm bằng chì ({\displaystyle {\ce {Pb}}}). Chất điện phân là dung dịch axit sunfuric loãng. Do tác dụng với dung dịch điện phân, hai bản cực được tích điện trái dấu và hoạt động giống như pin điện hóa. Suất điện động của acquy chì vào khoảng 2V. Sau một thời gian sử dụng, hai bản cực đều bị phủ một lớp vỏ ngoài bằng chì sunfat. Do đó suất điện động của acquy giảm dần. Khi suất điện động giảm tới 1,85 V thì người ta phải nạp điện lại cho acquy. Khi nạp điện cho acquy, người ta  phải cho một dòng điện chạy từ cực dương của acquy sang cực âm. Khi đó lớp chì sunfat ở hai bản mất dần,  bản cực dương biến đổi thành chì điôxit {\displaystyle {\ce {PbO_2}}}, bản cực âm biến đổi thành {\displaystyle {\ce {Pb}}}. Khi quá trình này kết thúc acquy lại có thể phát điện như trước.

## Xem Thêm
- Lực